# Världscupen i längdskidåkning 1984/1985
Världscupen i längdåkning 1984/1985 inleddes i Cogne i Italien den 9 december 1984 och avslutades i Oslo i Norge den 17 mars 1985. Vinnare av totala världscupen blev Gunde Svan på herrsidan och Anette Bøe från Norge på damsidan.
Säsongen präglades av den då ännu ej lösta konflikten mellan klassisk stil och fristil.

## Tävlingskalender

### Herrar
| Datum            | Plats            | Tävling                      | Etta                       |
| 9 december 1984  | Cogne            | 15 kilometer fristil         | Eilif Kristen Mikkelsplass |
| 15 december 1984 | Davos            | 30 kilometer                 | Ove Aunli                  |
| 18 januari 1985  | Seefeld in Tirol | 30 kilometer klassisk stil * | Gunde Svan                 |
| 22 januari 1985  | Seefeld in Tirol | 15 kilometer klassisk stil * | Kari Härkönen              |
| 27 januari 1985  | Seefeld in Tirol | 50 kilometer klassisk stil * | Gunde Svan                 |
| 16 februari 1985 | Vitosja          | 15 kilometer                 | Gunde Svan                 |
| 16 februari 1985 | Syktyvkar        | 15 kilometer                 | Gunde Svan                 |
| 3 mars 1985      | Lahtis           | 50 kilometer                 | Tor Håkon Holte            |
| 9 mars 1985      | Falun            | 30 kilometer                 | Gunde Svan                 |
| 14 mars 1985     | Oslo             | 15 kilometer                 | Thomas Wassberg            |

### Damer
| Datum            | Plats            | Tävling                      | Etta                    |
| 13 december 1984 | Val di Sole      | 5 kilometer                  | Brit Pettersen          |
| 18 december 1984 | Davos            | 10 kilometer                 | Berit Aunli             |
| 19 januari 1985  | Seefeld in Tirol | 10 kilometer fristil *       | Anette Bøe              |
| 26 januari 1985  | Seefeld in Tirol | 20 kilometer klassisk stil * | Grete Ingeborg Nykkelmo |
| 14 februari 1985 | Klingenthal      | 10 kilometer                 | Anette Bøe              |
| 18 februari 1985 | Nove Mesto       | 5 kilometer                  | Anette Bøe              |
| 23 februari 1985 | Syktyvkar        | 20 kilometer                 | Raisa Smetanina         |
| 2 mars 1985      | Lahtis           | 5 kilometer                  | Marie Risby             |
| 9 mars 1985      | Falun            | 10 kilometer                 | Anette Bøe              |
| 16 mars 1985     | Oslo             | 20 kilometer                 | Anette Bøe              |

### Lagtävlingar
| Datum            | Plats            | Tävling                             | Etta  | Kön    |
| 13 december 1984 | Val di Sole      | Stafett 3x5 kilometer fristil       | -     | Damer  |
| 16 december 1984 | Davos            | Stafett 4x10 kilometer M            | -     | Herrar |
| 19 december 1984 | Davos            | Stafett 4x5 kilometer M             | -     | Damer  |
| 23 januari 1985  | Seefeld in Tirol | Stafett 4x5 kilometer blandad stil  | USSR  | Damer  |
| 24 januari 1985  | Seefeld in Tirol | Stafett 4x10 kilometer blandad stil | Norge | Herrar |
| 16 februari 1985 | Vitosja          | Stafett 4x10 kilometer M            | -     | Herrar |
| 10 mars 1985     | Falun            | Stafett 4x10 kilometer M            | -     | Herrar |
| 10 mars 1985     | Falun            | Stafett 4x5 kilometer M             | -     | Damer  |
| 17 mars 1985     | Falun            | Stafett 4x10 kilometer M            | -     | Herrar |
| 17 mars 1985     | Falun            | Stafett 4x5 kilometer M             | -     | Damer  |

- Noterbart: Lopp markerade med * räknas officiellt som vinster i såväl "Världscupen" som "Världsmästerskapen".

## Slutställning

### Herrar
| Placering | Namn                    | Land    | Total Poäng |
| --------- | ----------------------- | ------- | ----------- |
| 1         | Gunde Svan              | Sverige | 152         |
| 2         | Tor Håkon Holte         | Norge   | 117         |
| 3         | Ove Aunli               | Norge   | 114         |
| 3         | Thomas Wassberg         | Sverige | 114         |
| 5         | Pål Gunnar Mikkelsplass | Norge   | 100         |
| 6         | Torgny Mogren           | Sverige | 85          |
| 7         | Kari Härkönen           | Finland | 73          |
| 8         | Giachem Guidon          | Schweiz | 71          |
| 9         | Harri Kirvesniemi       | Finland | 66          |
| 10        | Geir Holte              | Norge   | 65          |

### Damer
| Placering | Namn                       | Land          | Total Poäng |
| --------- | -------------------------- | ------------- | ----------- |
| 1         | Anette Bøe                 | Norge         | 144         |
| 2         | Grete Ingeborg Nykkelmo    | Norge         | 123         |
| 3         | Britt Pettersen            | Norge         | 113         |
| 4         | Berit Aunli                | Norge         | 96          |
| 5         | Evi Kratzer                | Schweiz       | 93          |
| 6         | Ute Noack                  | Östtyskland   | 91          |
| 6         | Anfisa Reztsova            | Sovjetunionen | 91          |
| 8         | Marie Risby                | Sverige       | 85          |
| 8         | Raisa Smetanina            | Sovjetunionen | 85          |
| 10        | Marjo Matikainen-Kallström | Finland       | 80          |

### Fotnoter
1. ↑  Alexander Lundholm (15 februari 2015). ”När skejten kom och förändrade längdskidåkningen för alltid”. Sveriges radio. http://sverigesradio.se/sida/artikel.aspx?programid=179&artikel=6092801. Läst 24 mars 2016.